# Station La Ferté-Milon
Station La Ferté-Milon is een spoorwegstation aan de spoorlijn Trilport - Bazoches. Het ligt in de Franse gemeente La Ferté-Milon in het Franse departement Aisne (Hauts-de-France).

## Geschiedenis
Het station werd op 21 november 1885 geopend bij de opening van de sectie La Ferté-Milon - Oulchy-Brény. Sinds zijn oprichting is het eigendom van de Société nationale des chemins de fer français (SNCF).

## Ligging
Het station ligt op kilometerpunt 79,842 van de spoorlijn Trilport - Bazoches.

## Diensten
Het station wordt aangedaan door treinen van Transilien lijn P, tussen dit station en Meaux. In de spits rijden bepaalde treinen door naar Paris-Est. Ook doen 7 à 8 treinen per dag van TER Champagne-Ardenne dit station aan, richting Reims.

## Vorig en volgend station
| Richting             | Vorig station     | Lijn    | Volgend station | Richting |
| -------------------- | ----------------- | ------- | --------------- | -------- |
| Meaux (of Paris-Est) | Mareuil-sur-Ourcq | Trans P | Eindpunt        | Eindpunt |